# 太良町
太良町（たらちょう）は、佐賀県の南端に位置する町で、藤津郡に属する。

## 地理

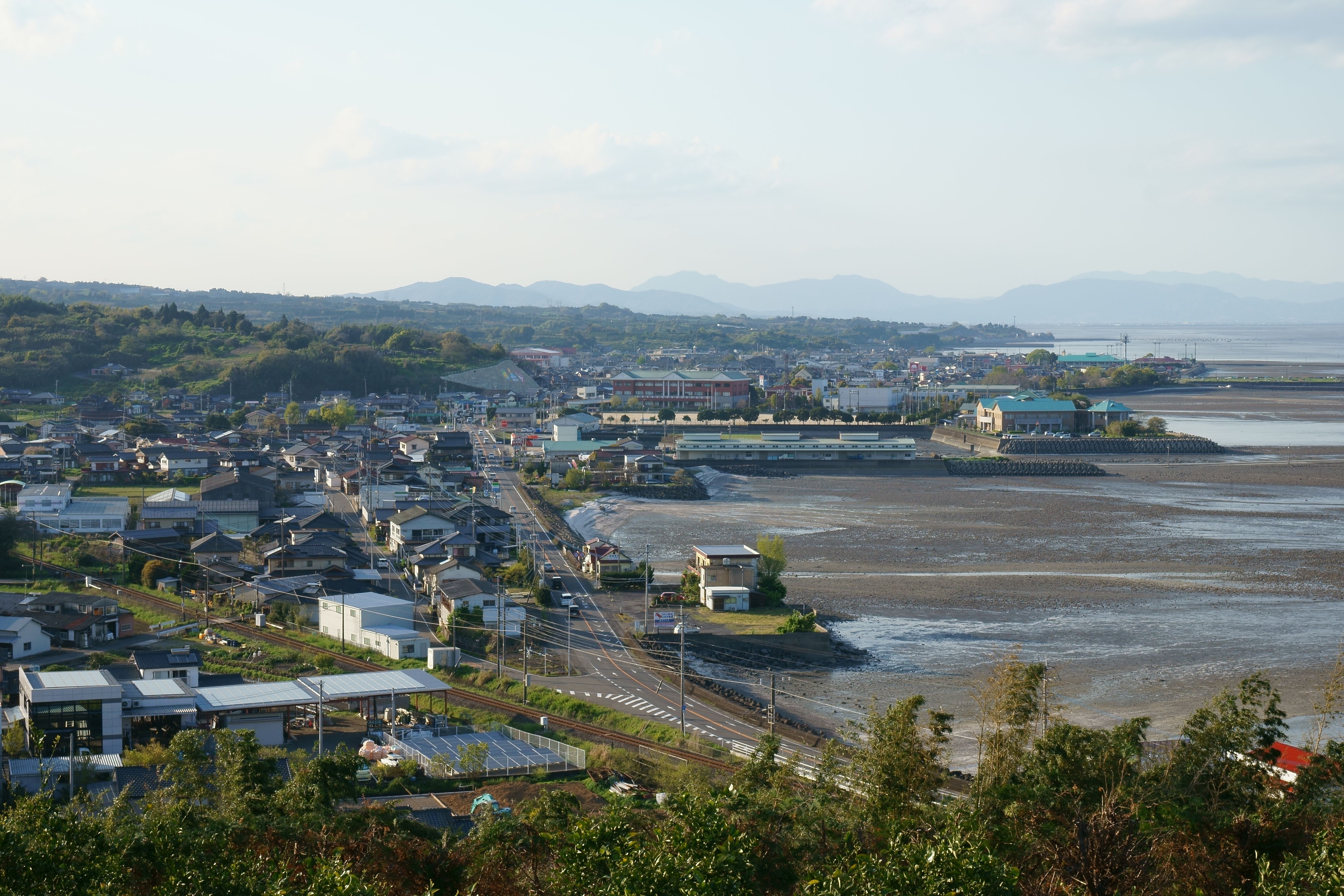
太良町中心部

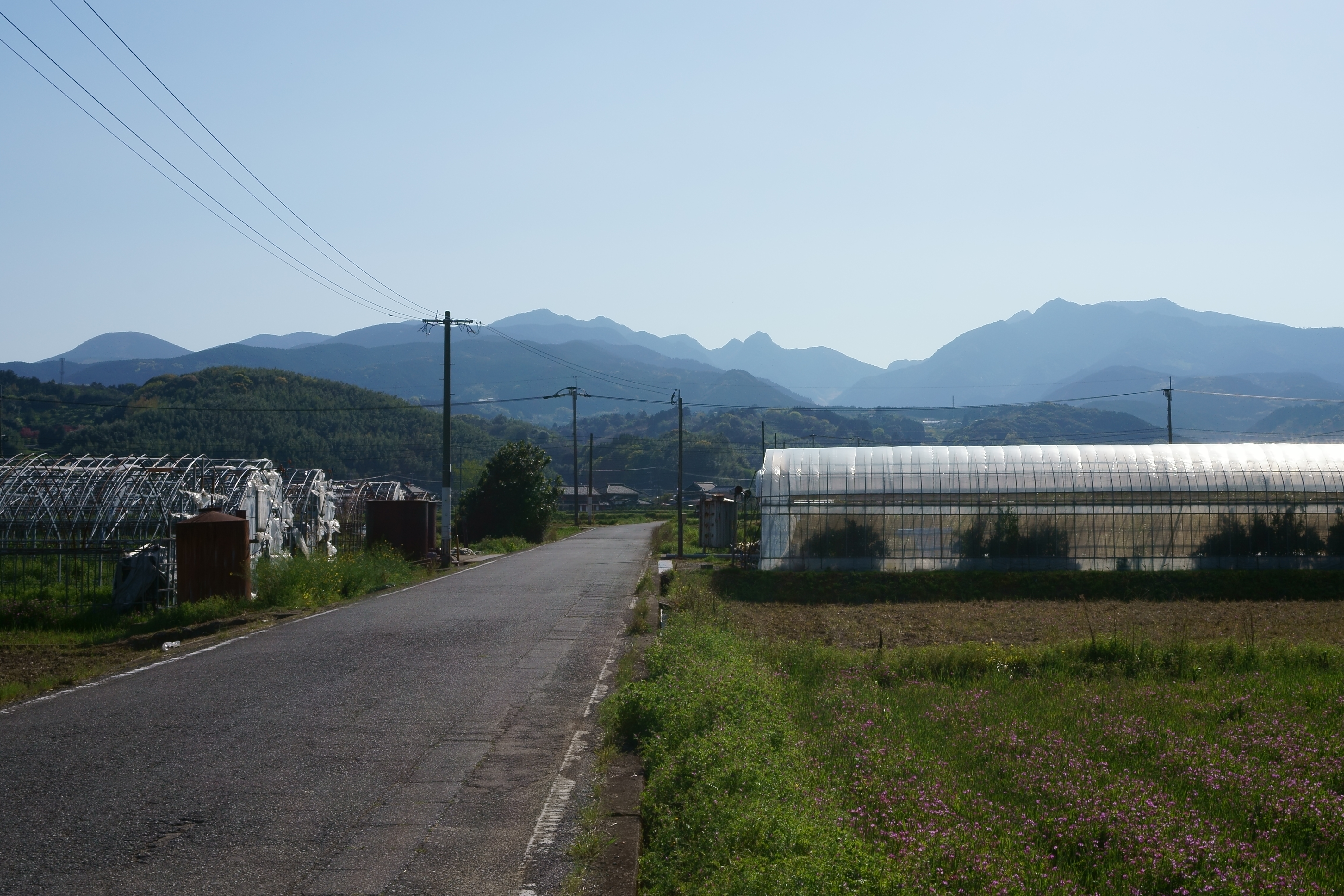
町内より多良岳山系を望む

佐賀県の南端に位置しており、西側・南側は長崎県に接し、東側は有明海に面する。西に位置する多良岳は、約130-100万年前と約80万～40万年前に火山活動した旧用語の死火山。
- 山：経ヶ岳(1075.7m)・多良岳(996m)・黒木岳(881m)・一ノ宮岳(827m)・帆柱岳(742.1m)
- 河川：嫁川・糸岐川・江岡川・多良川・伊福川・休石川・田古里川
- 湖沼：大浦ダム
- 島：竹崎島・沖ノ島

### 気候
気候は多良岳山系の影響により降水量が多く、標高が高いが温暖な気候である。

### 隣接している自治体
- 佐賀県
  - 鹿島市
- 長崎県
  - 諫早市
  - 大村市

### 地域
町内は4大字が設置されている。伊福は全域が地番符号・甲となっており、大浦は甲から己の地番符号がある。
| 大字 | 面積/km2 | 世帯  | 人口 | 旧町村 | 位置         | 地番符号・行政区 |
| ---- | -------- | ----- | ---- | ------ | ------------ | --- |
| 多良 | 26.32    | 1016  | 3197 | 多良村 | 北西から北東 | 油津・江岡・大川内・片峰・川原・古賀・郷式・ 栄町・喰場・杉谷・瀬戸・中山・端古賀・畑田・ 端月・早垣・山根                                                                          |
| 糸岐 | 26.25    | 0536  | 1806 | 多良村 | 中央         | 板の坂・大野・大峰・小田・御手水・風配・ 嘉瀬の坂・蕪田・北町・川内・三里・陣ノ内・中尾・ 破瀬ノ浦・針牟田・本町・柳谷                                                              |
| 伊福 | 03.76    | 0114  | 0428 | 七浦村 | 北西から北東 | 甲(伊福) |
| 大浦 | 18.07    | 01259 | 4411 | 大浦村 | 南           | 甲(竹崎) 乙(今里・田古里・津ノ浦・牟田) 丙(亀ノ浦・田古里・野崎・日ノ辻・道越) 丁(青木平・亀ノ浦・田古里・中畑・野上・広江) 戊(里) 己(青木平・牛尾呂・大町・黒金・平野・広谷・船倉) |
| 計   | 74.21    | 2925  | 9842 |        |              | |

1. 1 2  2010年10月1日
2. ↑  七浦村時代は大字飯田の一部だった。
3. ↑  大浦村時代は大字なし

### 人口
| |                                        |  |
| 太良町と全国の年齢別人口分布（2005年） | 太良町の年齢・男女別人口分布（2005年） |  |
| ■紫色 ― 太良町 ■緑色 ― 日本全国 | ■青色 ― 男性 ■赤色 ― 女性              |  |
| 太良町（に相当する地域）の人口の推移 \| 1970年（昭和45年） \| 13,668人 \| \| \| 1975年（昭和50年） \| 12,997人 \| \| \| 1980年（昭和55年） \| 12,911人 \| \| \| 1985年（昭和60年） \| 12,582人 \| \| \| 1990年（平成2年） \| 12,212人 \| \| \| 1995年（平成7年） \| 11,681人 \| \| \| 2000年（平成12年） \| 11,140人 \| \| \| 2005年（平成17年） \| 10,660人 \| \| \| 2010年（平成22年） \| 9,842人 \| \| \| 2015年（平成27年） \| 8,779人 \| \| \| 2020年（令和2年） \| 8,121人 \| \| |                                        |  |
| 総務省統計局 国勢調査より |                                        |  |
| 1970年（昭和45年） | 13,668人                               |  |
| 1975年（昭和50年） | 12,997人                               |  |
| 1980年（昭和55年） | 12,911人                               |  |
| 1985年（昭和60年） | 12,582人                               |  |
| 1990年（平成2年） | 12,212人                               |  |
| 1995年（平成7年） | 11,681人                               |  |
| 2000年（平成12年） | 11,140人                               |  |
| 2005年（平成17年） | 10,660人                               |  |
| 2010年（平成22年） | 9,842人                                |  |
| 2015年（平成27年） | 8,779人                                |  |
| 2020年（令和2年） | 8,121人                                |  |

## 歴史

### 近現代
- 1889年（明治22年）4月1日 - 町村制施行により、現在の町域に相当する以下の町村が発足。
  - 藤津郡多良村・大浦村・七浦村
- 1953年（昭和28年）4月1日 - 多良村が町制施行。多良町となる。
- 1955年（昭和30年）
  - 2月11日 - 多良町と大浦村が対等合併し、太良町が発足。
  - 3月1日 - 七浦村の一部（大字飯田のうち字伊福）を太良町に編入[注釈 1]。
- 1962年（昭和37年）7月8日 - 前日からの集中豪雨により、町内亀ノ浦地区で地すべりが発生。住宅約30戸が倒壊して死者56人、重軽傷約300人の被害[1]。

## 行政

### 町長・議会
- 町長：永淵孝幸[2]（2019年（平成31年）2月18日就任、1期目）
- 議会：定数11名[3][4]

### 九州新幹線西九州ルート問題
- 九州新幹線 (西九州ルート)建設に伴う並行在来線の経営分離に関しては、かつては反対の立場だったがその後同意に転じた。
- 以前、隣接する鹿島市との合併話が持ち上がったが、住民投票の結果は「単独町制維持」多数であった。

### マスコットキャラクター
つきみん
ガネッタ
2011年（平成23年）7月30日から太良町のマスコットキャラクター。

### 国政
- 衆議院 - 太良町は、佐賀県第2区に含まれる。比例区では九州ブロックに属する。
- 参議院 - 太良町は、佐賀県選挙区（全県区、定数2議席）に属する。

### 県政・県の出先機関
- 鹿島市・藤津郡から選出される佐賀県議会議員の定数は2議席である。

### 警察
- 鹿島警察署
  - 〒849－1304 鹿島市大字中村900番地15[5]
  - 交番
    - 太良交番
      - 〒849－1603 太良町大字糸岐1039-6[6]

  - 駐在所
    - 大浦警察官駐在所
      - 〒849－1612 太良町大字大浦丁371-3[7]

### 消防
- 杵藤地区広域市町村圏組合消防本部
  - 太良分署
    - 〒849-1603 太良町大字糸岐1039番地11

## 市外局番
- 市外局番
  - 0954（鹿島MA67-68）

## 郵便局
- 郵便局（ゆうちょ銀行）（2局）
  - 集配局 - 窓口業務に加え、集配業務を行う郵便局（1局）
    - 多良郵便局
      - 〒849-1699 太良町大字多良1400番地[8]

  - 無集配局（1局）
    - 大浦郵便局
      - 〒849-1612 太良町大字大浦丁368番地2[9]

- 郵便番号
  - 〒849-16xx

## 金融機関
- 佐賀銀行太良支店
  - 〒849-1699 太良町大字多良1616番地2[10]
- 佐賀西信用組合（2支店[11]）
  - 太良支店
    - 〒849-1699 太良町大字多良1664番地1

  - 大浦支店
    - 〒849-1612 太良町大字大浦丁463番地
- JAさが（JAバンク）（1支所+1出張所）
  - たら支所
    - 〒849-1602 太良町大字多良1606番地1

  - 大浦出張所
    - 〒849-1612 太良町大字大浦丁471番地1

## テレビ
ケーブルテレビ
- 藤津ケーブルビジョン

## 健康・福祉
統計はすべて2010年10月1日の国勢調査のもの。
- 平均年齢 ： 49.17歳
  - 年少人口（0歳 - 14歳）割合：13.43%
  - 生産年齢人口（15歳 - 64歳）割合：55.33%
  - 老年人口（65歳 - ）割合：31.24%

### 病院
- 町立太良病院[12]

## 産業

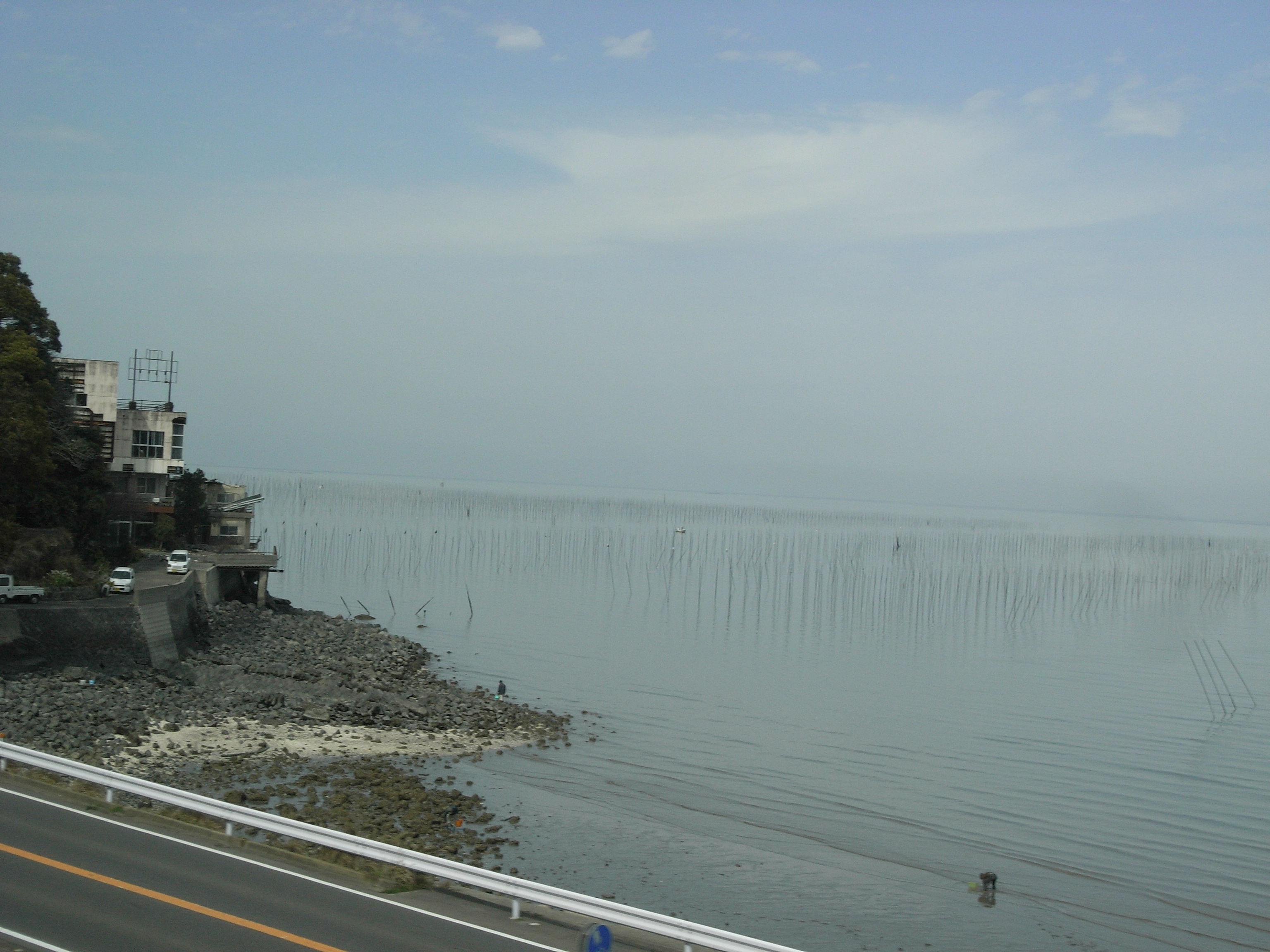
太良町沿岸の海苔養殖網の支柱群

農業では、みかんの生産や畜産が盛ん。広い林地での林業も盛ん。また、有明海に面しているため水産業が特に盛んであり、海苔の養殖が主幹産業となっている。水産物も良く獲れ、特にワタリガニは竹崎ガニの名で知られている。国道207号線を中心にお店が多いことから、この沿線を通称「たらカキ焼海道」と呼び、全国各地に広がるカキ小屋の発祥地でもある。
- 産業別人口（2005年10月1日）
  - 第1次産業：2,002人
  - 第2次産業：1,444人
  - 第3次産業：2,223人

## 教育

### 高等学校
- 佐賀県立太良高等学校

### 中学校
- 町立
  - 多良中学校
  - 大浦中学校

### 小学校
- 町立
  - 多良小学校
  - 大浦小学校

### 幼稚園
- 私立
  - 大浦ふたばこども園

### 保育所
- 私立
  - 多良保育園
  - 松涛保育園
  - いふく保育園

## 交通

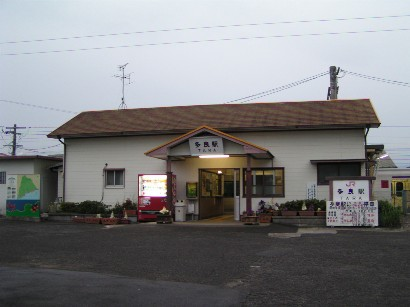
多良駅

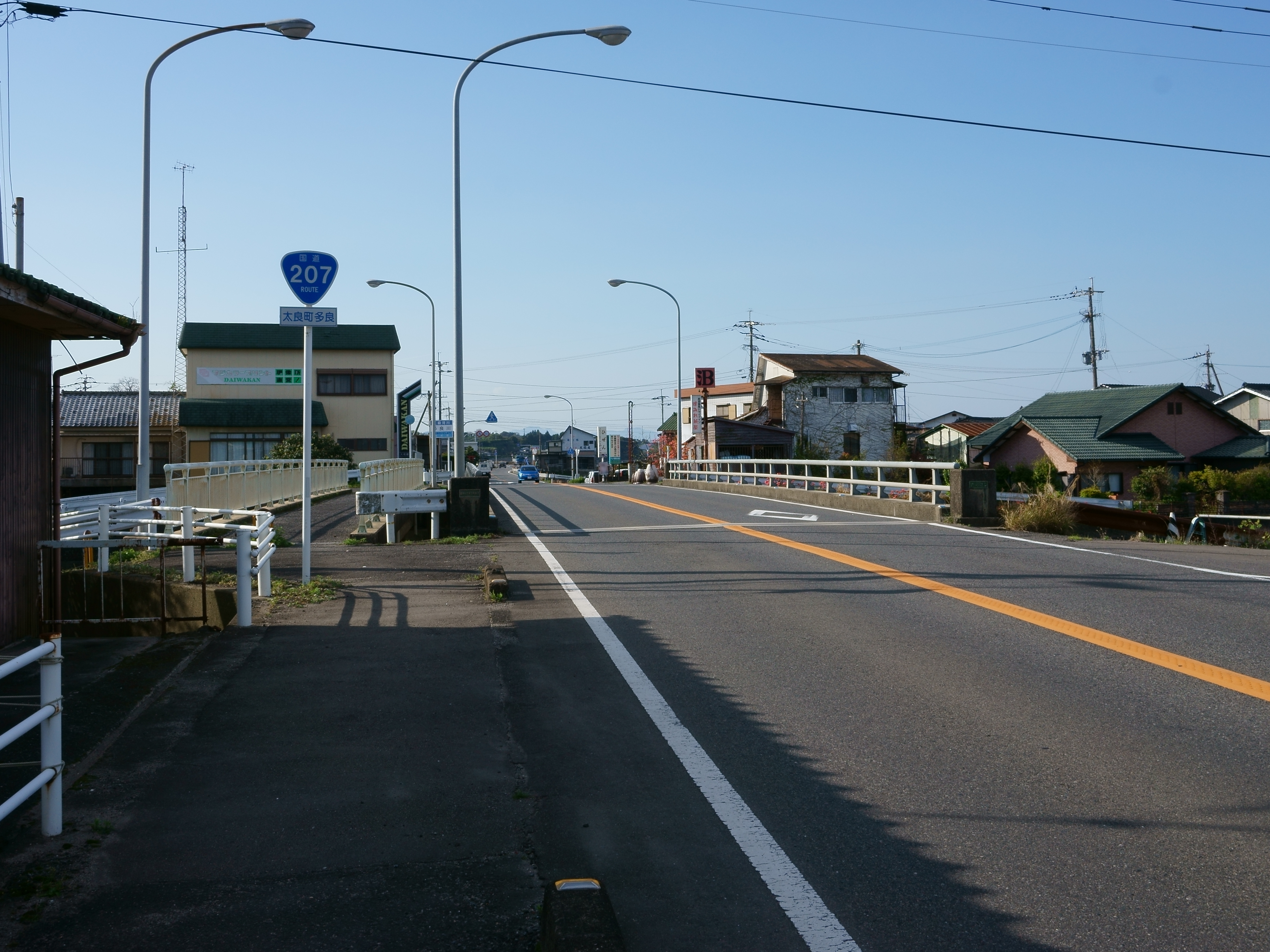
国道207号

### 空港
最寄りの空港は長崎空港もしくは佐賀空港。佐賀空港と町内の間には予約制のリムジンタクシーが運行されている（町内では太良町営球場前および太良町役場大浦支所に停車する）。長崎空港と町内を結ぶ交通機関はない。

### 鉄道路線
九州旅客鉄道（JR九州）
- 長崎本線：多良駅 - 肥前大浦駅
- 中心となる駅：多良駅

### バス
- 祐徳自動車（祐徳バス） - 主に国道207号を経由し太良町と鹿島市を結ぶ路線を運行。
  - 肥前鹿島駅前 - 浜駅前 - 道の駅鹿島前 - 七浦郵便局前 - 道の駅太良前 - 多良駅前 - 太良役場前 - 里 - 大浦駅前 - 竹崎港
- 太良町コミュニティバス - 太良町内路線を運行。均一200円、鹿島市の再耕庵タクシーが受託運行。

### 道路

#### 高速道路
町内にはいかなる形態の高速道路も通っていないので長崎自動車道の嬉野IC（佐賀県嬉野市）もしくは諫早IC（長崎県諫早市）が最寄りインターチェンジとなる。

#### 一般国道
- 国道207号

#### 県道
- 佐賀県道252号多良岳公園線
- 佐賀県道295号竹崎上田古里線

#### 道の駅
- 太良

### 船舶
- 大浦港（定期旅客航路の発着はない）

## 文化施設

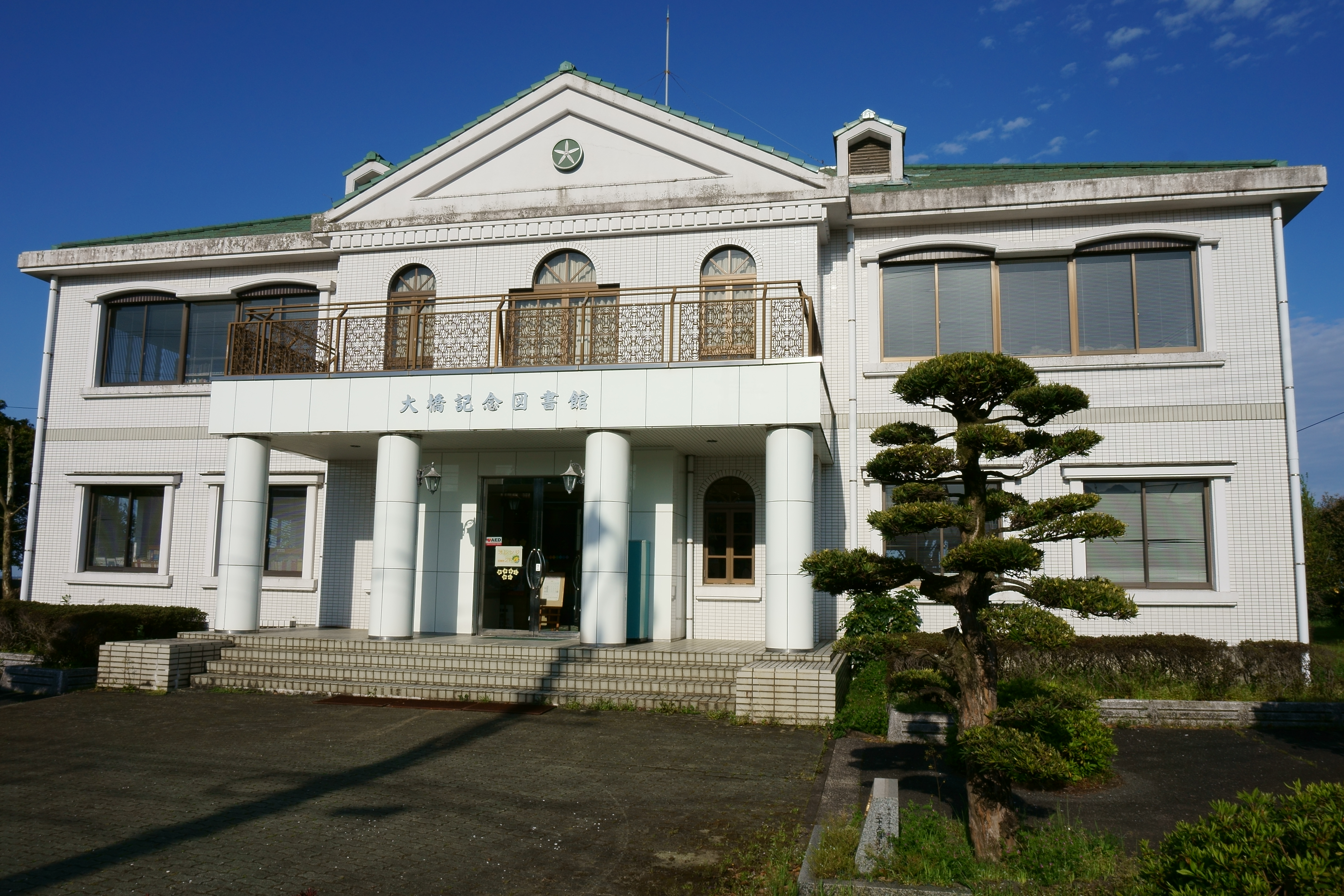
大橋記念図書館

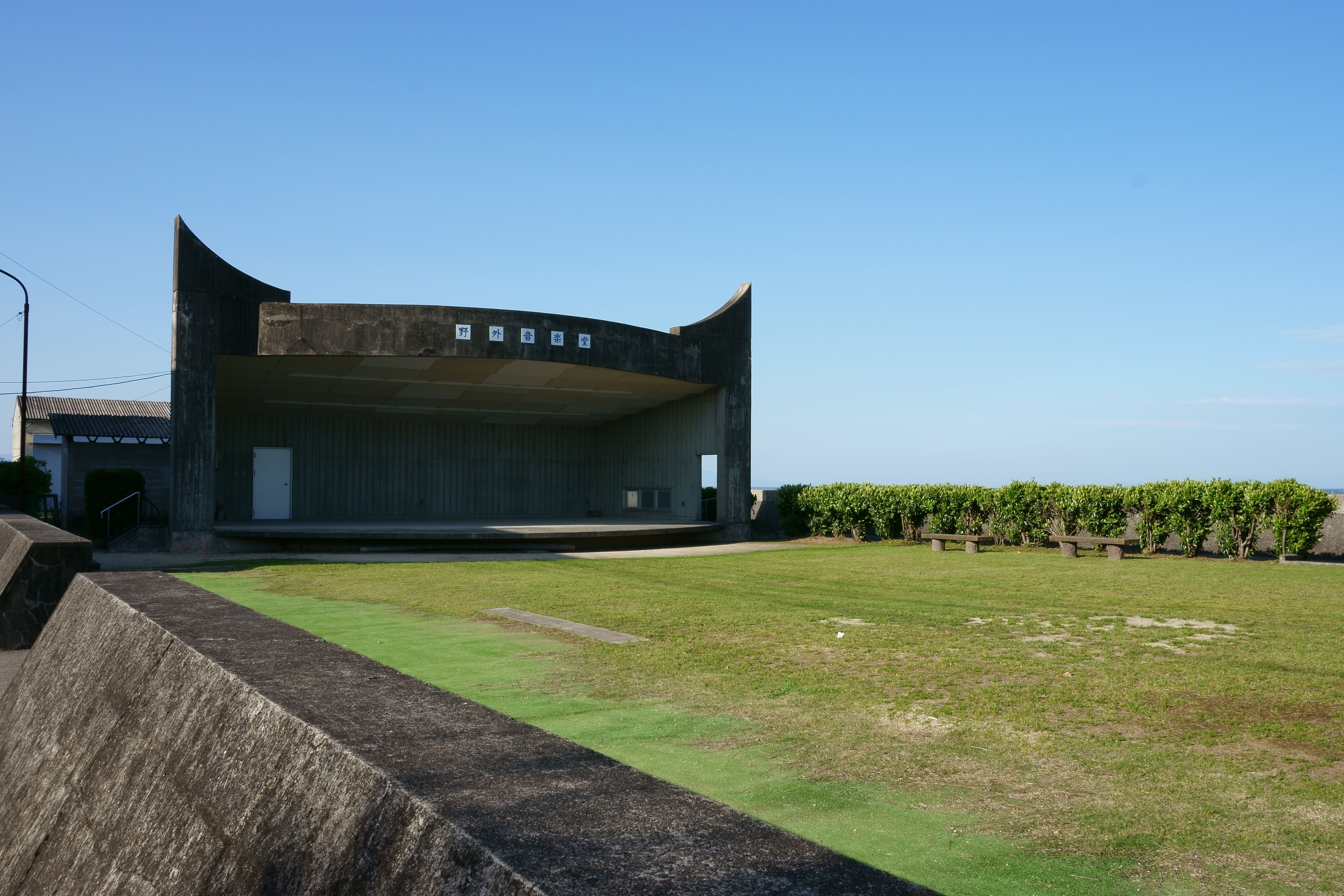
野外音楽堂

- 健康広場
  - 自然休養村管理センター
  - 中央公民館
  - 大橋記念図書館
  - 野外音楽堂
  - しおさい館
  - 歴史民俗資料館
  - 林業センター

## スポーツ施設
- 健康広場
  - 町営野球場
  - 弓道場
  - 屋内ゲートボール場
  - 運動広場
  - 屋内温水プール
  - 全天候型テニスコート
  - 海洋センター体育館
  - 海洋センター武道館
- B&G
  - B&G海洋センター体育館
  - B&G海洋センター第2体育館
  - B&G海洋センター艇庫
- 社会体育館
- 太良町民体育センター
- 道越環境広場運動場
- 道越環境広場屋内ゲートボール場

## 特産品

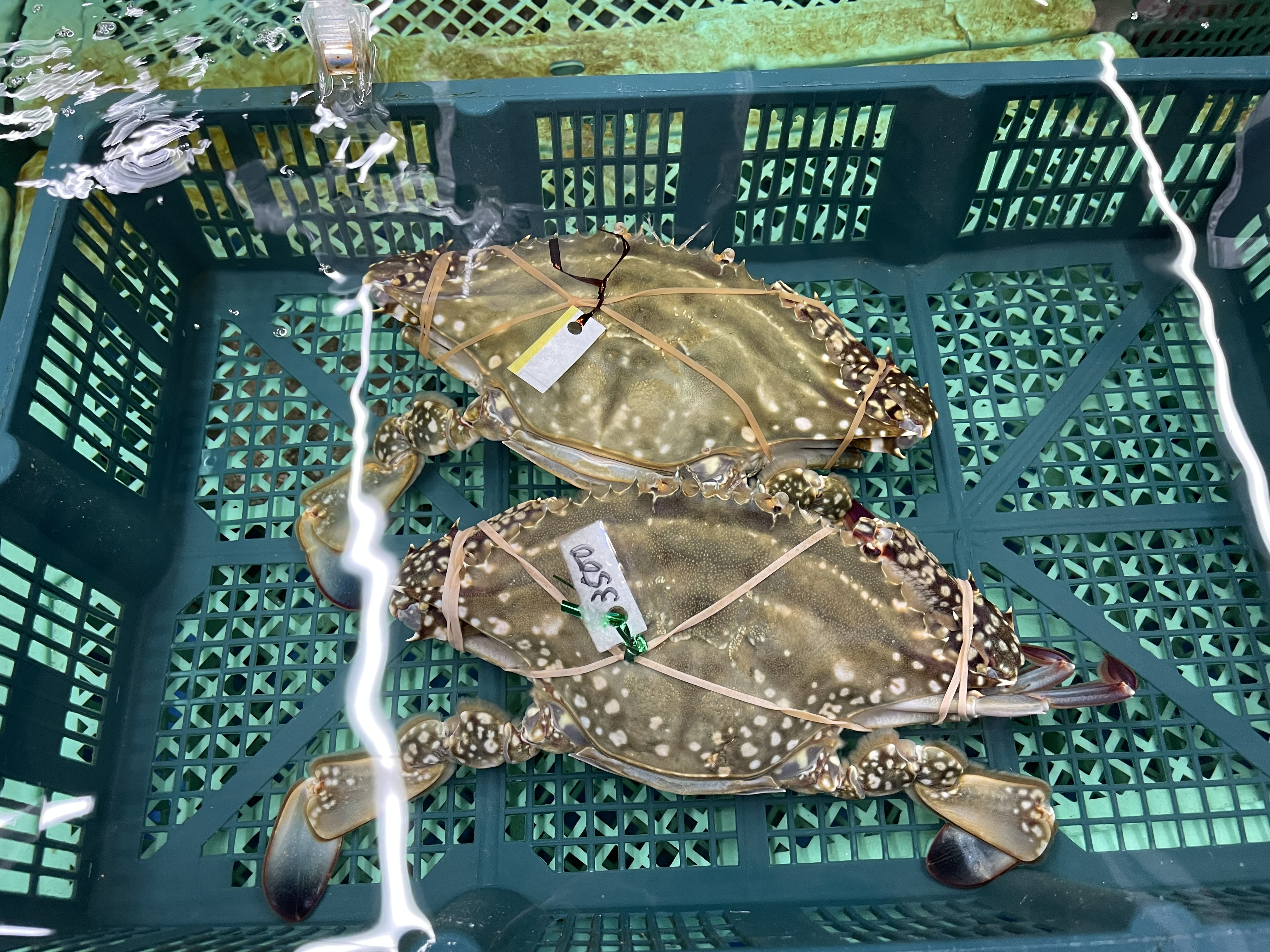
竹崎カニ

- みかん
- 竹崎カニ
- 竹崎カキ
- クルマエビ
- タイラギ
- 海苔

## 名所・旧跡・観光スポット・祭事・催事

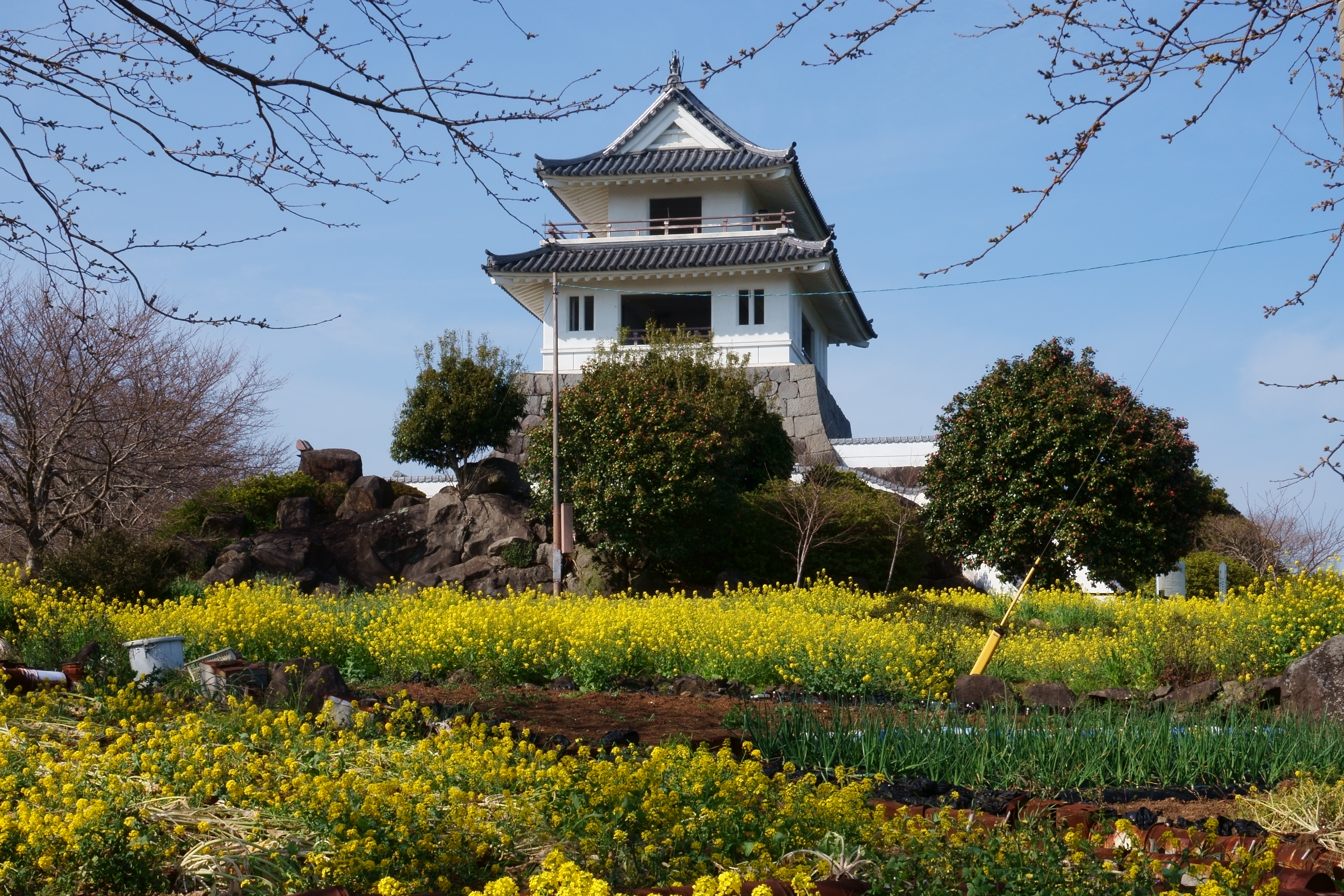
竹崎城址展望台

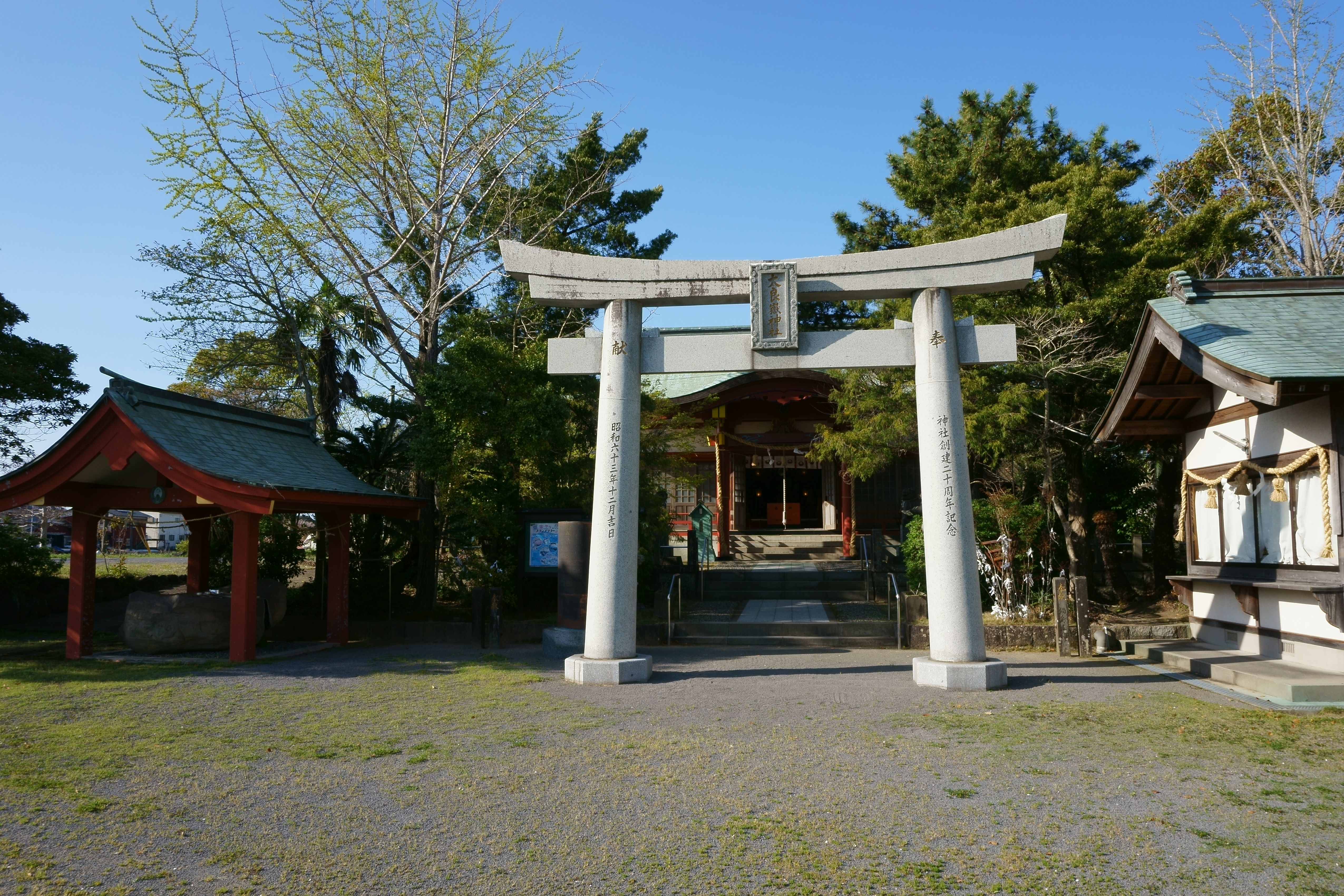
太良嶽神社

### 名所・旧跡・観光スポット
- 大魚神社 海中鳥居
- 竹崎城址展望台（公園）
- 太良温泉
- カキ焼き海道
- 竹崎観世音寺
- 夜灯鼻灯台跡
- 役の行者座像
- 六体地蔵菩薩立像
- 土師壷棺
- 石造六地蔵
- 多良岳横断林道
- 健康の森公園
- 道の駅太良（たらふく館）
- わさび苑 多良岳
- 白浜海水浴場
- 中山キャンプ場
- 太良嶽神社

### 祭事・催事
- 道越環境広場・白狐踊り（4月1日）
- 竹崎観世音寺・流れ灌頂（5月中旬）
- 白浜海水浴場海開き（7月10日）
- 中山キャンプ場山開き（7月21日）
- 太良町納涼夏まつり（7月下旬）
- 全日本カブト虫相撲大会（8月上旬）
- 太良嶽神社秋祭（9月第2土曜日・日曜日）
  - 川原狂言
- 泥餅つき（9月下旬【彼岸前後】）
- 太良町文化祭（11月上旬）
- 竹崎観世音寺修正会鬼祭（1月2日～3日）
  - 童子舞
- 新春マラソン大会（1月4日）
- 御手水の的射り（1月8日）
- 竹崎観世音寺・円座祭（1月中旬）

### その他
- 歴史の道百選：太良通 - 太良海道
- 水源の森百選：多良岳水源の森（多良岳県立自然公園）

## 出身者
- 大天龍光則（大相撲力士）
- 八戸琉楓（ボートレーサー）